# Бања Русанда
Бања Русанда се налази код Меленаца на североисточном приобаљу сланог језера Русанда, у Банату у северном делу Србије.
Позната је по лековитом својству минералног пелоида (блата) из језера. У лечењу се примењује и топла вода температуре 37 °C. У бањи се налази једна од најеминентнијих болница за рехабилитацију у земљи, која запошљава око 200 медицинског особља. Осим тога, овде се одржавају многи стручни скупови и симпозијуми из медицине.

## Историја
Бања Русанда је основана 1867. године. Током тридесетих година 20. века, доживела је туристички процват, шездесетих година је постала здравствена установа, односно специјална болница за лечење параплегије и хемиплегије. Почетком 1959. године отворено је посебно одељење за рехабилитацију, а убрзо затим добила је центар за физикалну медицину, рехабилитацију и превенцију инвалидности.
У оквиру бање је специјлна болница за рехабилитацију која је 2013. године имала 260 запослених.